# Реклам, Антон Филипп
Антон Филипп Реклам (28 июня 1807, Лейпциг — 5 января 1896, там же) — германский книготорговец и издатель, основатель известной в своё время «Universalbibliothek» (с 1867 по 1899 год вышло до 4 тысяч книг) — коллекции дешёвых изданий наиболее известных писателей всего мира.

## Биография
Антон Филипп Реклам родился в протестантской семье, его отец с 1802 года занимался в Лейпциге книготорговой и издательской деятельностью. Прошёл четырёхлетнее обучение книготорговле у своего дяди. В 1828 году приобрёл лейпцигскую библиотеку и читальню «Литературный музей», присоединив к своему издательству, а с 1837 года управлял семейным делом. Как издатель стоял на антиреставрационных, антигабсбургских и антиклерикальных позициях, ввиду чего уже в 1846 году его издания были запрещены в Австрийской империи, на родине он также был арестован из-за «неуважения к религии», проведя в заключении три месяца и выйдя на свободу после начала революции в 1848 году.
С 1839 года владел собственной типографией, на которой стремился применять новаторские по тем временам и экономичные методы книгопечатания; после подавления революции в 1849 году значительно расширил ассортимент выпускаемых им книг. В 1863 году его усилиями была основана ставшая широко известной книжная серия «Universalbibliothek», в которой, среди прочего, издавалась и новейшая на тот момент русская литература; с 1867 года цены на книги серии были намеренно существенно снижены, чтобы сделать их доступными широким слоям населения. Был похоронен на Новом кладбище Святого Иоанна.